# Daumeray
Daumeray ist eine ehemalige französische Gemeinde mit 1.512 Einwohnern (Stand: 1. Januar 2022) im Département Maine-et-Loire in der Region Pays de la Loire. Sie gehörte zum Arrondissement Angers und zum Kanton Tiercé. Die Einwohner werden Daumeréens genannt.
Zum 1. Januar 2017 erfolgte eine Zusammenlegung von Morannes-sur-Sarthe mit der Kommune Daumeray zur Commune nouvelle Morannes sur Sarthe-Daumeray, in der Daumeray den Status einer Commune déléguée hat. Der Verwaltungssitz befindet sich im Ort Morannes.

## Lage
Daumeray liegt an der Grenze zum Département Sarthe, etwa 29 Kilometer nordnordöstlich von Angers im Baugeois.

## Bevölkerungsentwicklung
| Jahr                       | 1962 | 1968 | 1975 | 1982 | 1990 | 1999 | 2006 | 2013 | 2022 |
| -------------------------- | ---- | ---- | ---- | ---- | ---- | ---- | ---- | ---- | ---- |
| Einwohner                  | 1106 | 1041 | 921  | 1090 | 1140 | 1312 | 1475 | 1526 | 1512 |
| Quellen: Cassini und INSEE |      |      |      |      |      |      |      |      |      |

## Sehenswürdigkeiten
- Ehemalige Kirche Saint-Germain in Daumeray
- Kirche Saint-Martin in Daumeray
- Priorat Saint-Martin
- Kapelle Saint-Étienne in Doucé
- Schloss La Roche-Jacquelin

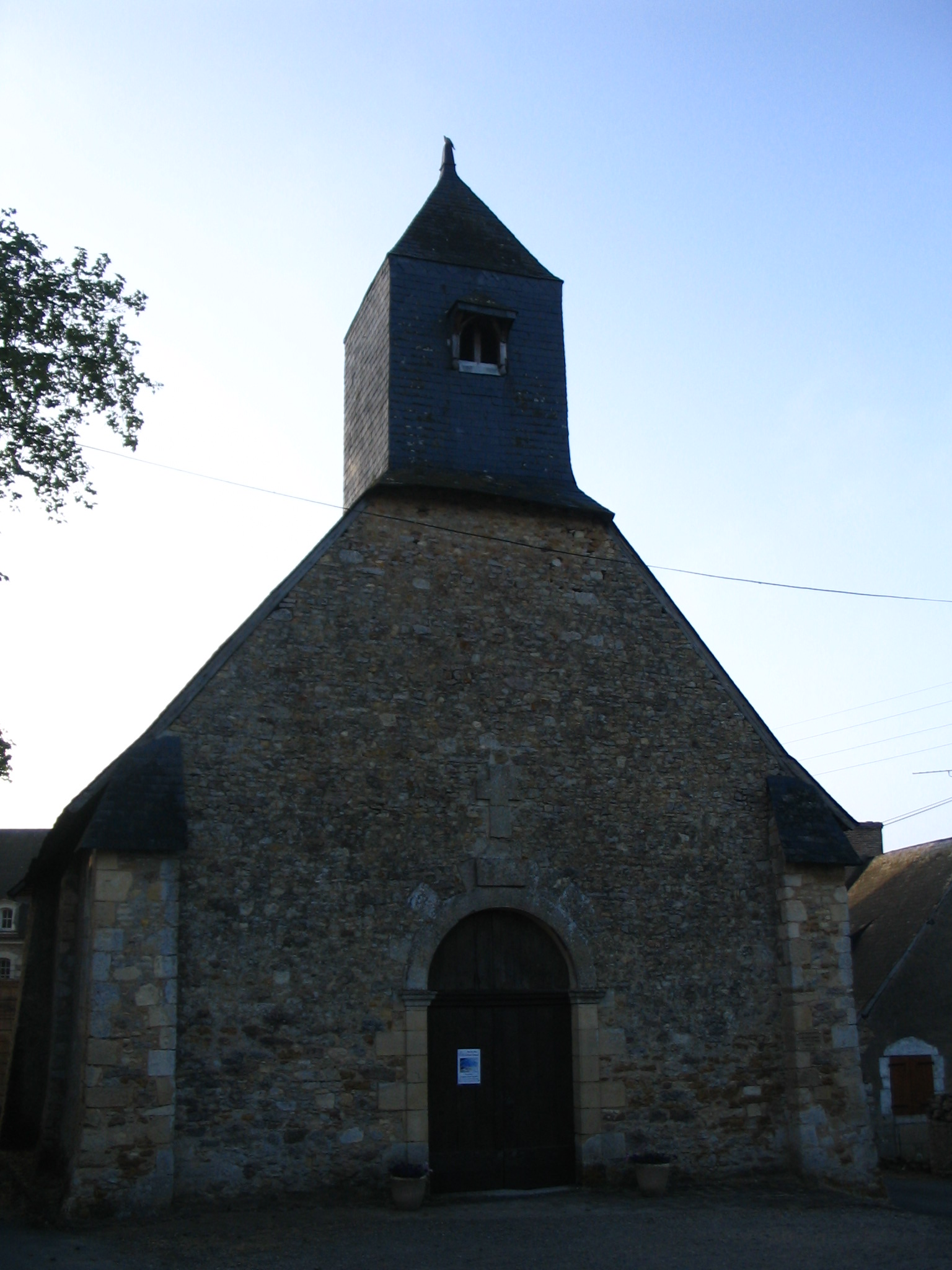
Ehemalige Kirche Saint-Germain
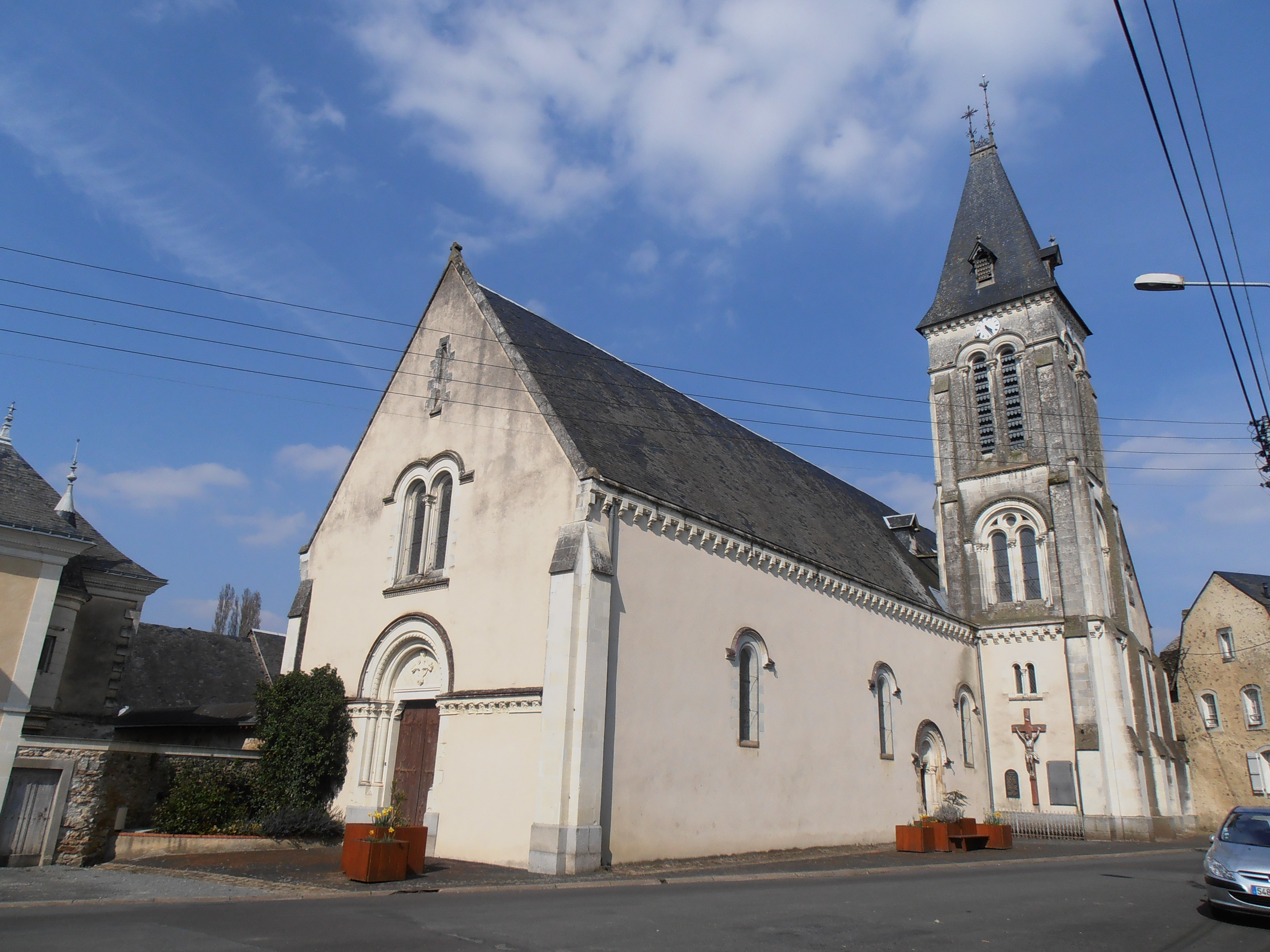
Kirche Saint-Martin
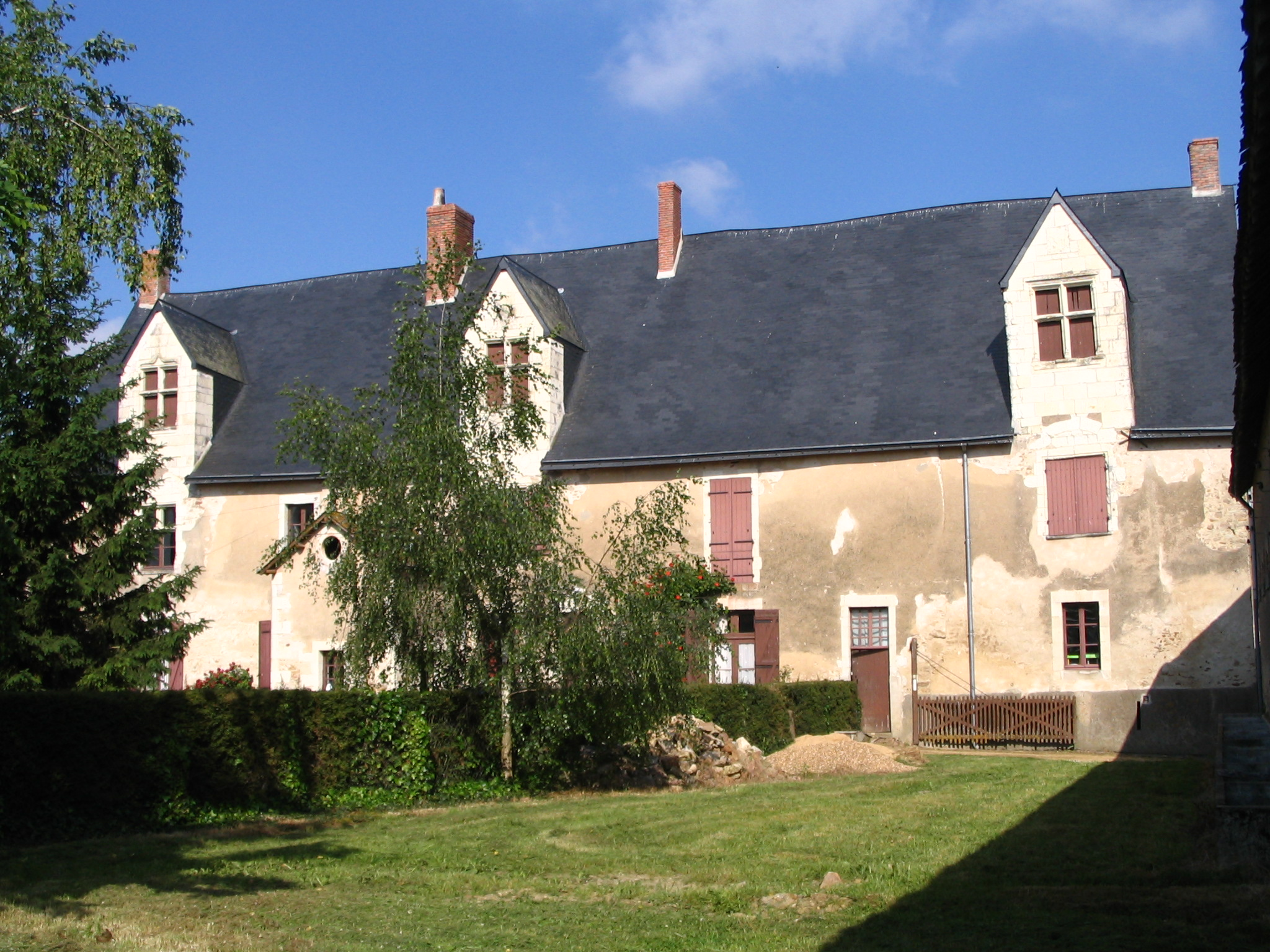
Priorat Saint-Martin
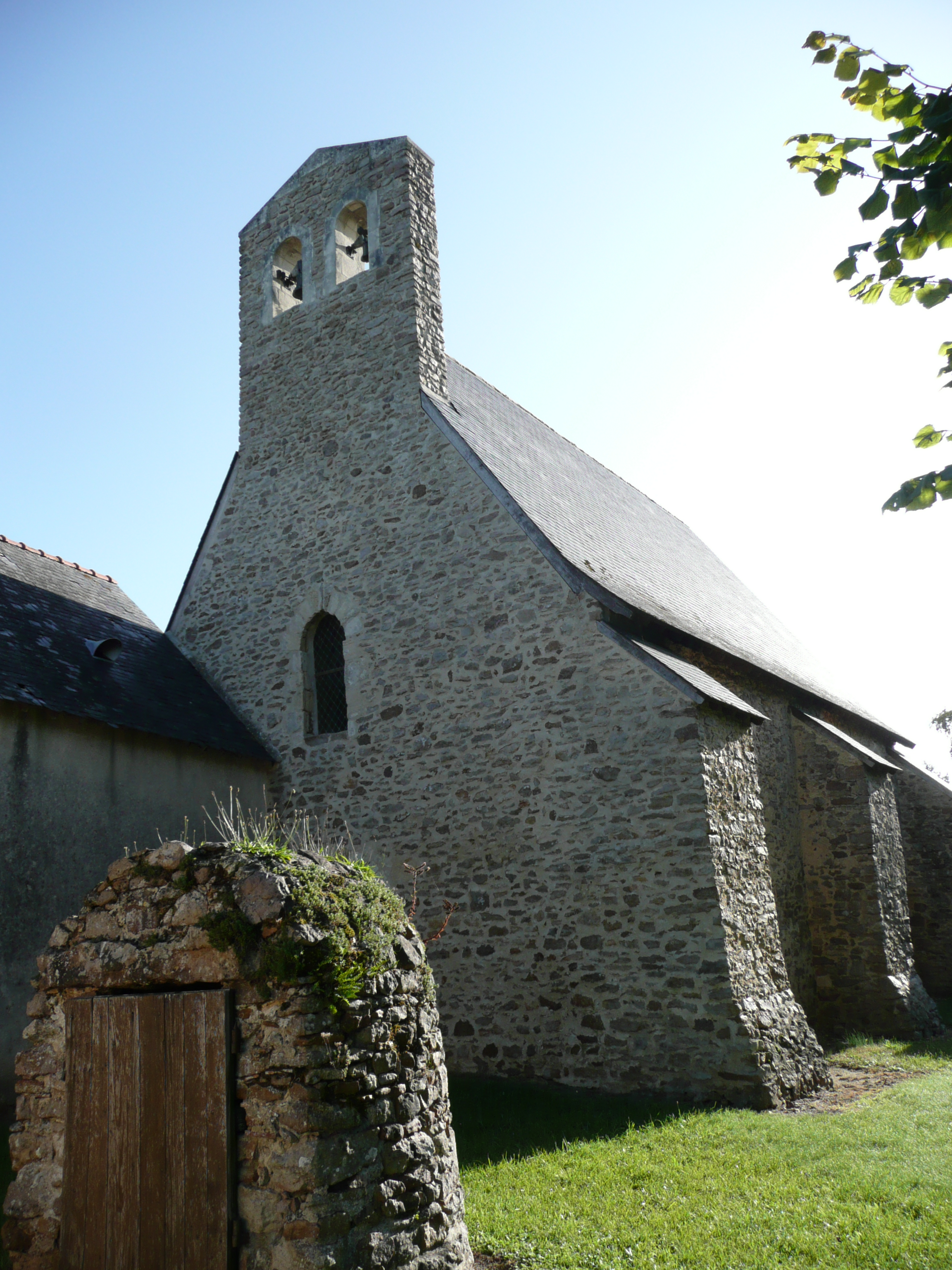
Kapelle Saint-Étienne in Doucé
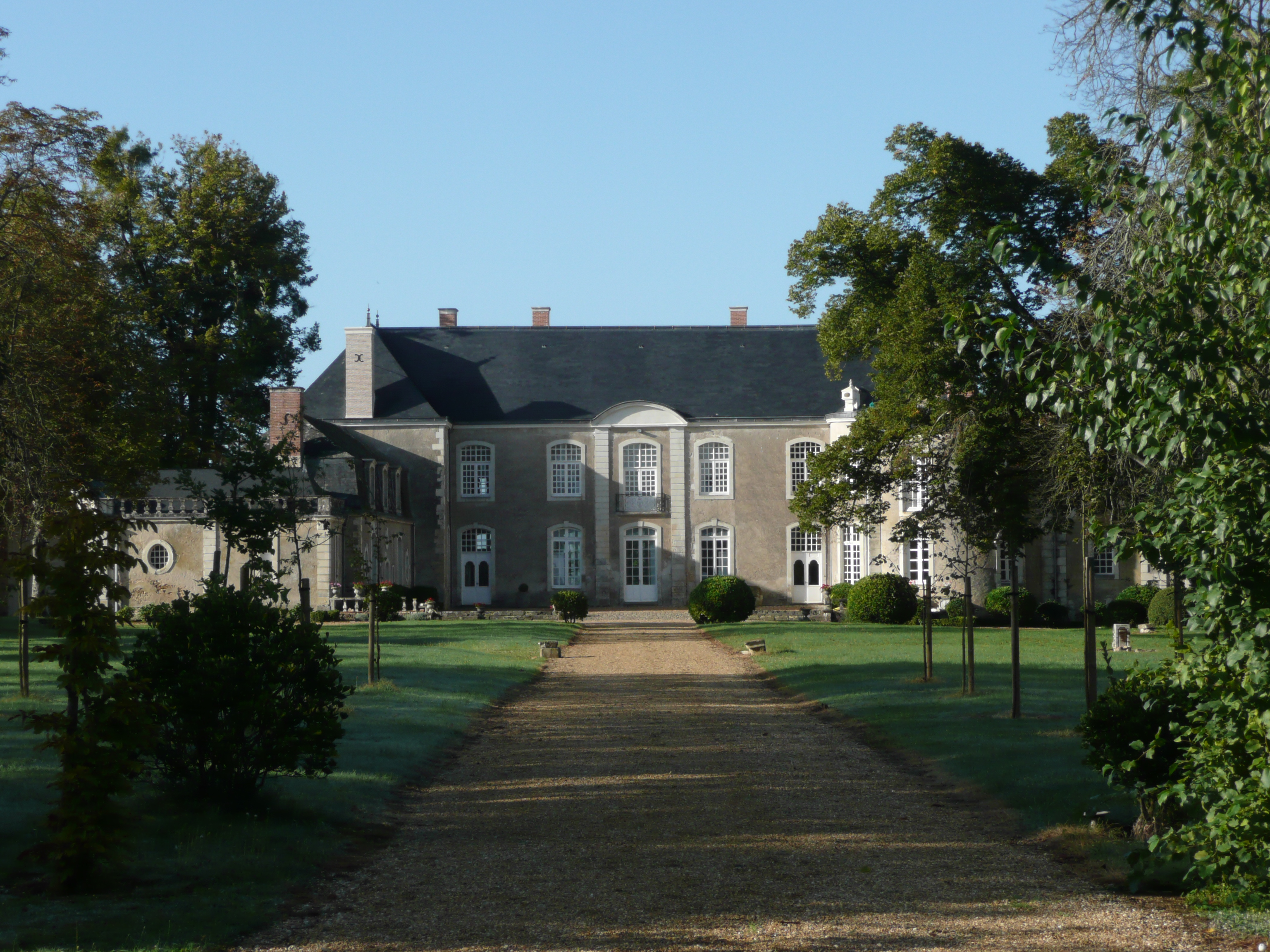
Schloss La Roche-Jacquelin

## Belege
1. ↑  Erlass der Präfektur No. DRCL-BCL-2016-114 über die Bildung der Commune nouvelle Morannes sur Sarthe-Daumeray vom 6. September 2016. (Memento des Originals vom 6. April 2023 im Internet Archive)  Info: Der Archivlink wurde automatisch eingesetzt und noch nicht geprüft. Bitte prüfe Original- und Archivlink gemäß Anleitung und entferne dann diesen Hinweis.